# Acanthaluteres vittiger
Acanthaluteres vittiger är en fiskart som först beskrevs av François Louis Nompar de Caumont de Laporte 1873.  Acanthaluteres vittiger ingår i släktet Acanthaluteres och familjen filfiskar. Inga underarter finns listade i Catalogue of Life.